# Caradrina alfierii
Caradrina alfierii là một loài bướm đêm trong họ Noctuidae.